# Венера 12
Венера 12 е автоматичен космически апарат, изстрелян от СССР на 14 септември 1978 г. 02:25 стандартно време с цел изследване на Венера и междупланетното пространство. Изстреляна е 4 дни след Венера 11, отначало на близка околоземна орбита 205/177 км. Венера 11 и 12 имат еднаква конструкция. Спускаемият модул се отделя от орбиталния модул на 19 декември 1978 г. и навлиза в атмосферата на планетата на 21 декември 1978 г. със скорост от 11,2 km/s. След последвало спускане в продължение на около час, апаратът каца на повърхността в 06:30 московско време на място с координати 7° южна ш. и 294° изт. д.. Данни към Земята биват предавани в продължение на 110 минути, след което апаратът излиза от обхвата на радарните станции.
Оборудването включва устройства за измерване на температурата, осветеността и химическия състав на атмосферата. Един от бордните уреди регистрира светкавица. Налични са две цветни телевизионни камери, които не проработват – защитните капаци и на двете камери не се отварят. Анализаторът на повърхностен материал също не проработва. Резултатите от химичния състав на атмосферата показват високо съдържание на Ar36 спрямо Ar40, както и наличието на въглероден окис на ниски височини.
Орбиталният модул е оборудван с детектори на слънчев вятър, йонни анализатори и два детектора на гама лъчи – един съветски и един френски. След отделянето на спускаемия апарат, модулът прелита на 34 00 км от Венера. На 13 февруари 1979 г. с помощта на съветско-френски ултравиолетов спектрометър е изследвана кометата Брадфийлд. В това време Венера 12 е на разстояние 190 373 790 км от Земята